# Héliodore de Larisse
Héliodore de Larisse est un mathématicien grec sur lequel on a peu de renseignements.

## Biographie
Héliodore naquit à Larissa en Thessalie. On conjecture qu’il vivait au commencement du 2e siècle. D’après quelques passages de son livre, on voit qu’il professait les principes du platonisme. Le seul de ses ouvrages qui soit parvenu jusqu’à nous est un court traité d’Optique. Des fragments assez étendus de cet opuscule furent publiés, avec une version latine, Florence, 1573, in-4°. Ignazio Danti en donna la même année une traduction italienne, à la suite de l’Optique d’Euclide. En 1610 Friedrich Lindenbrog reproduisit l’opuscule d’Héliodore, d’après l’édition de Florence (Hambourg, in-4°). Pendant son séjour à Rome, Isaac Vossius, en ayant découvert dans la bibliothèque du cardinal Francesco Barberini un manuscrit plus complet que celui dont s’était servi l’éditeur de Florence, en fit une copie qu’il remit à Rasmus Bartholin, en l’invitant à donner une nouvelle édition. Bartholin revit lui-même cette copie sur le manuscrit original, y joignit une version latine avec des notes, et l’adressa pour la publier à Jacques Mentel, son ami ; cette édition est intitulée : Damiani philosophi Heliodori Larissæi de opticis libri duo, Paris, 1657, in-4°. Enfin Antonio Matani, professeur de mathématiques, a donné du traité d’Héliodore une édition grecque et latine, Pise, 1758, préférable à toutes les précédentes. Mais cet ouvrage, suivant Montucla, ne renfermant rien que de très-commun en optique, c’était une peine bien superflue que de le réimprimer au milieu du 18e siècle.

## Œuvres
- (la) Capita opticorum, Pistoia, Atto Bracali, 1758 (lire en ligne).